# 徳島県立日和佐高等学校
徳島県立日和佐高等学校（とくしまけんりつ ひわさこうとうがっこう、英称：Tokushima Prefectural Hiwasa High School）は、徳島県海部郡美波町に所在した公立の高等学校。徳島県立海南高等学校・徳島県立宍喰商業高等学校と統合され徳島県立海部高等学校（2004年4月開校）となり、2006年3月31日に閉校した。

## 設置学科
- 普通科
- 家政科

普通科は共学、家政科は女子のみ

## 沿革
- 1949年（昭和24年）4月1日 - 海部第一高等学校および徳島県水産高等学校を統合して徳島県日和佐高等学校を設置。また、平谷・木頭・牟岐・三岐田に分校を、赤松に分教室設置。
- 1950年（昭和25年）3月25日 - 昭和天皇が行幸（昭和天皇の戦後巡幸）。海部郡奉迎場が設けられた[1][2]。
- 1951年（昭和26年） - 中木頭分校を平谷分校と改称、赤松分教室は分校に昇格。
- 1952年（昭和27年） - 平谷・木頭分校が徳島県立那賀高等学校の分校となり本校より離脱
- 1955年（昭和30年） - 三岐田分校を由岐分校と改称。
- 1956年（昭和31年） - 徳島県日和佐高等学校を徳島県立日和佐高等学校と改称。
- 1958年（昭和33年） - 由岐分校の廃止。
- 1959年（昭和34年） - 赤松分校の廃止。
- 1971年（昭和46年） - 牟岐分校の廃止。
- 2006年（平成18年）3月31日 - 徳島県立海南高等学校、徳島県立宍喰商業高等学校と統合され徳島県立海部高等学校となり閉校。